# Psihrofil
Termenul de psihrofil (sinonim cu criofil) face referire la organismele vii care pot trăi în condiții extreme de temperatură (în acest caz temperaturi foarte scăzute),  adică la temperaturi mai mici de 5ºC. Criofilele sunt un subtip al extremofilelor. 